# Sabine Zwiener
Sabine Zwiener (República Federal Alemana, 5 de diciembre de 1967) es una atleta alemana retirada especializada en la prueba de 800 m, en la que consiguió ser subcampeona europea en pista cubierta en 1990.

## Carrera deportiva
En el Campeonato Europeo de Atletismo en Pista Cubierta de 1990 ganó la medalla de plata en los 800 metros, con un tiempo de 2:02.23 segundos, tras la soviética Lyubov Gurina y por delante de la británica Lorraine Baker.